# 伊什卡希姆 (阿富汗)
伊什卡希姆（也音译Eshkashem或Ashkāsham）是在阿富汗巴达赫尚省的边境城镇。该镇人口约 12,120 人 ，作为伊什卡希姆县的县治。 另一个同名城镇位于喷赤河的另一边在塔吉克斯坦山地巴达赫尚自治州，该城镇通常遵循塔吉克人的音译为伊什科希姆。连接两个城镇的桥梁于 2006 年重建。
伊什卡希姆位于海拔 3,037米（9,964英尺） 米的肥沃山谷中 。山谷中大约有 20 个定居点，但是，考虑到山谷中的耕作是连续的，它也可以被认为是一个更大的单一定居点。山谷一年只有一次收获。 种植小麦和大麦。杨属和法桐树也生长，但几乎没有木柴。
伊什卡希姆在西北部通过Baharak与省會费扎巴德相连。 它还与西南部的Zebak和东北部的城镇瓦罕县县治Khandud相连。 山谷位于一个重要的战略区域，因为它控制着费扎巴德县、希格南县和瓦罕县之间冬季可到达的唯一路线。 它有许多小商店、旅馆、招待所、学校和政府大楼，包括阿富汗边防警察的基地。

## 历史
伊什卡希姆和瓦罕在薩曼王朝时期成为伊斯兰教地区。之后它落到了加兹尼王朝，接着是古尔王朝和其他人统治。在中国清朝统治者与阿富汗最后一个帝国杜兰尼帝国的创始人艾哈迈德沙·杜兰尼 签署条约后，它正式成为阿富汗现代国家的一部分 。它在阿布杜尔·拉赫曼汗统治期间被重塑 19世纪末，在他与莫蒂默·杜兰就杜兰线达成一致后。阿富汗作为一个整体成为了当时俄罗斯帝国和英属印度之间的缓冲国 I。它目前由阿富汗伊斯兰酋长国的部队巡逻，该部队接替了之前北约训练的阿富汗国家安全部队 。

## 气候
气候普遍寒冷，但比邻近地区温暖得多，例如 瓦罕县。伊什卡希姆具有副极地气候（气候 受地中海影響的副极地气候)，夏季短暂宜人，冬季寒冷多雪。伊什卡希姆的年平均气温是 −0.3 °C（31.5 °F）。 每年约有 628.2 mm（24.73英寸） 的降水量。
| Ishkashim                                              | Ishkashim   | Ishkashim    | Ishkashim   | Ishkashim   | Ishkashim   | Ishkashim   | Ishkashim   | Ishkashim   | Ishkashim   | Ishkashim   | Ishkashim   | Ishkashim   | Ishkashim     |
| 月份                                                   | 1月         | 2月          | 3月         | 4月         | 5月         | 6月         | 7月         | 8月         | 9月         | 10月        | 11月        | 12月        | 全年          |
| ------------------------------------------------------ | ----------- | ------------ | ----------- | ----------- | ----------- | ----------- | ----------- | ----------- | ----------- | ----------- | ----------- | ----------- | ------------- |
| 日均气温 °C（°F）                                      | −12.3 (9.9) | −11.1 (12.0) | −6.3 (20.7) | −0.9 (30.4) | 2.9 (37.2)  | 7.6 (45.7)  | 10.7 (51.3) | 10.8 (51.4) | 7.3 (45.1)  | 1.7 (35.1)  | −4.2 (24.4) | −9.2 (15.4) | −0.3 (31.6)   |
| 平均降水量 mm（）                                      | 50.7 (2.00) | 84.6 (3.33)  | 96.1 (3.78) | 93.5 (3.68) | 85.2 (3.35) | 54.3 (2.14) | 25.2 (0.99) | 15.7 (0.62) | 17.7 (0.70) | 36.8 (1.45) | 35.6 (1.40) | 32.8 (1.29) | 628.2 (24.73) |
| 平均相對濕度（％）                                     | 74          | 77           | 80          | 78          | 72          | 62          | 50          | 45          | 41          | 54          | 67          | 70          | 64            |
| 来源1：ClimateCharts                                   |             |              |             |             |             |             |             |             |             |             |             |             |               |
| 来源2：World Weather Online (precipitation & humidity) |             |              |             |             |             |             |             |             |             |             |             |             |               |

## 人口统计数据
达里语是阿富汗伊什卡希姆的官方语言。该地区的居民主要是塔吉克人和乌兹别克人。历史上，该地区也有许多Nizari Isma'ilism的追随者 ，他们被称为“伊什卡希米斯”。 除了达里语之外，其中一些人可能还会说伊什卡希米语。